# Ernst Christoph Arnoldi
Ernst Christoph Arnoldi (* 10. März 1696 in Trarbach; † 19. März 1744 in Gießen) war ein deutscher Rechtswissenschaftler.

## Leben
Ernst Christoph Arnoldi war Sohn des Pädagogen, Logikers, Bibliothekars und lutherischen Theologen Johann Conrad Arnoldi. Er hatte das Gymnasium in Darmstadt besucht und ein Studium der Rechtswissenschaften an der Universität Gießen begonnen. Nachdem er als Privatlehrer in Rheinheim gewirkt hatte, erwarb er in Gießen am 20. Dezember 1725 das Lizentiat der Rechtswissenschaften, wurde Advokat in der hessischen Regierung und ordentlicher Prokurator. Am 4. August 1734 übertrug man ihm eine außerordentliche Professur der Rechte an der Hochschule in Gießen. Er war damit auch Beisitzer der juristischen Fakultät geworden und übernahm 1742 dort eine ordentliche Professur der Rechte.

## Familie
Aus seiner 1731 geschlossenen Ehe mit Louise Friderike, der Tochter des Konsistorialassessors und Inspektors Johann Friedrich Rayß, sind vier Söhne und drei Töchter  hervorgegangen. Von den Kindern kennt man:
- S. Johann Friedrich Arnoldi (7. Oktober 1732 in Gießen) besuchte das Gießener Pädagogium, 1749 Universität Gießen, Privatlehrer Kassel, 1775 hessisch fürstlicher Rat.
- S. Heinrich Franz Arnoldi (* 11. November 1735 in Gießen; † jung)
- S. Moritz Theodor Arnoldi (* 11. November 1735 in Gießen; † jung)
- S. Johann Ludwig Ferdinand Arnoldi (1737–1783)
- T. Maria Johannette Philippine Arnoldi (* 15. März 1739 in Gießen) ver. mit Assessor Zühl in Gießen
- T. Johanette Catherine Friderika Arnoldi (* 30. Juli 1741 in Gießen)
- T. Marie Caroline Magdalene Arnoldi (* 29. November 1743 in Gießen; † im Kindbett)

## Werke
- Disp. inaug. de jure successionis foemineae in dominiis & imperiis. Gießen 1725
- Exercitationum jurid. academ. Diss. I. de jure convenientiae in genere ; Resp. Jo. Ferdin.  Hessert, Potsdammens. Gießen 1737
- Exercitationum jurid. academ. Diss. II. de jure convenientiae in specie, quoad  jus privatum & civile & circa jus publicum ; Resp. Jo. Wilh. Phil. Feuerbach. Frankfurt/Main, Gießen 1742